# Paulo Orlando
Paulo Roberto Orlando (São Paulo, 1 de novembro de 1985) é um jogador brasileiro de beisebol. Ele atua como outfielder (Defensor Externo) pelo Kansas City Royals na MLB. Em 2015, tornou-se o primeiro brasileiro campeão da World Series atuando pelo Kansas City Royals.
Atuou pelo Northwest Arkansas Naturals na Minor Baseball League, categoria Double A (AA) dos Estados Unidos até 2014.

## Carreira

### Equipes
Paulo Orlando passou por algumas equipes das Minor's. Seus contratos nessas equipes estiveram ligados primeiramente ao Chicago White Sox enquanto esteve no Kannapolis Intimidators pela Single A e no Winston-Salem Dash pela Single A Advance, após isto seus direitos foram adquiridos pelo Kansas City Royals em uma troca pelo arremessador Horacio Ramirez. Com seu novo contrato, Paulo Orlando atuou nas filias Wilmington Blue Rocks da Single A Advance e Northwest Arkansas Naturals da Double A.
No dia 9 de abril fez sua estreia na MLB. Em suas quatro primeiras rebatidas na liga conseguiu quatro triplas.
No dia 1 de novembro de 2015 tornou-se o primeiro brasileiro campeão da World Series atuando pelo Kansas City Royals.

### Seleção
Paulo Orlando foi convocado para disputar os Jogos Pan-Americanos de 2007 no Rio de Janeiro, fazendo parte da equipe que fez um jogo extremamente equilibrado contra a forte seleção norte-americana, apesar da derrota. O Brasil terminou em terceiro no grupo, foi derrotado pelos norte-americanos, pela República Dominicana e venceu a equipe da Nicarágua.
O jogador enfrentou dificuldades para ser liberado por sua equipe, que até então era a Winston-Salem Dash e tinha contratitos ligados ao Chicago White Sox.

## Conquistas
Kansas City Royals
- Campeão da World Series: 2015

### Prêmios Individuais
- Nomeado melhor corredor e melhor outfielder nos dois times que passou em contrato com o Chicago White Sox.[carece de fontes?]